# پژوهشکده تحقیقات راهبردی
پژوهشکده تحقیقات راهبردی اصلی‌ترین نهاد پژوهشی ذیل مجمع تشخیص مصلحت نظام است که در سال ۱۳۸۹ تأسیس گردید. پس از انحلال مرکز تحقیقات استراتژیک در سال ۱۳۹۶، پژوهشکده تحقیقات راهبردی مسئولیت‌های علمی پژوهشی را بر عهده گرفته‌است. در حال حاضر نیز دامنه وبسایت مرکز تحقیقات استراتژیک به پژوهشکده تحقیقات راهبردی اختصاص یافته‌است.
بخش عمده‌ای از فعالیت‌های پژوهشکده تحقیقات راهبردی، تولید محتوای سیاستگذاری و همچنین برگزاری نشست‌های علمی و انتشار فصلنامه‌های علمی پژوهشی است.

## اهداف
هدف اصلی پژوهشکده تحقیقات راهبردی، تدوین و تنظیم راهبردها برای جمهوری اسلامی ایران در ابعاد مختلف سیاسی، اقتصادی، سیاست خارجی، حقوقی، فرهنگی و اجتماعی می‌باشد. وظیفهٔ این مرکز انجام مطالعات استراتژیک در زمینه‌های مختلف بین‌المللی، سیاسی، اقتصادی، حقوقی، فرهنگی و اجتماعی می‌باشد.

## نشریات علمی
فصل‌نامه‌های «راهبرد»، «راهبرد اجتماعی فرهنگی»، «روابط خارجی»، «Iranian Review of Foreign Affairs» (ایرفا)، «راهبرد اقتصادی»، «سازمان‌های بین‌المللی» و «راهبرد علم و فن‌آوری» توسط پژوهشکده تحقیقات راهبردی منتشر می‌شود.

## رؤسای پژوهشکده تحقیقات راهبردی
- محمدابراهیم مداحی (۱۳۹۶ تا ۱۳۹۸)
- حمید فرهادی (۱۳۹۸ تا ۱۴۰۰)
- محمدرضا مجیدی (دی ۱۴۰۰ تاکنون)

## گروه‌های پژوهشی
پژوهشکده تحقیقات راهبردی مجمع تشخیص مصلحت نظام متشکل از ۶ گروه علمی پژوهشی است:
1. گروه علمی پژوهشی روابط بین‌الملل
2. گروه علمی پژوهشی فرهنگی - اجتماعی
3. گروه علمی پژوهشی اقتصادی
4. گروه علمی پژوهشی سیاست خارجی
5. گروه علمی پژوهشی سیاسی، امنیتی و دفاعی
6. گروه علمی پژوهشی حقوقی قضایی[۵]